# Кедди, Никки
Ни́кки (Ани́та) Раго́зин Ке́дди (англ. Nikki (Anita) Ragozin Keddie; род. 30 августа 1930, Бруклин, Нью-Йорк, США) — американский востоковед-иранист и исламовед.

## Биография
Получила бакалавра гуманитарных наук magna cum laude по современной европейской истории и литературе в Рэдклиффском колледже Гарвардского университета, защитив бакалаврскую работу по теме Итальянской социалистической партии, магистра гуманитарных наук по современной европейской истории в Стэнфордском университете, защитив магистерскую диссертацию по теме философии истории Джамбаттиста Вико, и доктора философии по европейской истории в Калифорнийском университете в Беркли, защитив диссертацию по теме «Влияние Запада на современную социальную историю Ирана» (англ. The Impact of the West on Modern Iranian Social History).
В 1954—1955 годах — научный сотрудник Американской ассоциации университетских женщин.
В 1959—1960 и в 1966 годах — научный сотрудник Совета по исследованиям в области общественных наук.
В 1980, 1982 и в 1982 года — научный сотрудник Фонда Рокфеллера.
Работала преподавателем в Аризонском университете и преподавателем и ассистент-профессором в Скриппском колледже. В 1961 году стала приглашённым ассистент-профессором, с 1963 года — ассистент-профессором, а затем ассоциированным профессором и профессором по истории Ближнего Востока и Ирана в Калифорнийского университета в Лос-Анджелесе.
В 1982 году являлась приглашённым научным сотрудником Международного научного центра имени Вудро Вильсона, в 1967 году ассоциированным профессором Гарвардской летней школы, а также приглашённым профессором в 1970 году в Рочестерском университете и в 1976—1978 годах в Университете Париж III Новая Сорбонна.
Основатель и в 1991—1996 годах главный редактор научного журнала Contention: Debates in Society, Culture, and Science.
С 1994 года — член Американской академии искусств и наук.

## Награды
- Премия на наставничество от Северо-Американской ассоциации ближневосточных исследований[англ.] (2001);
- Премия за научные достижения от Американской исторической ассоциации (2002);
- Премия по персидской истории от фонда «Энциклопедии Ираника» (2002);
- Почётный член Северо-Американской ассоциации ближневосточных исследований[англ.] (2003);
- Премия Бальцана (2004) в номинации «Исследования исламского мира от конца XIX до конца XX вв.»;
- Премия за достижения в области иранистики (2008) от Международной ассоциации иранистики[англ.]

## Научные труды

### Монографии
- Religion and Rebellion in Iran: The Tobacco Protest of 1891-92, Frank Cass, 1966.
- An Islamic Response to Imperialism, University of California Press, 1968.
- Sayyid Jamal al-Din "al-Afghani": A Political Biography, University of California Press, Berkeley, 1972.
- Iran: Religion, Politics and Society[англ.], Frank Cass, London, 1980
- Roots of Revolution: An Interpretive History of Modern Iran, Yale University Press, 1981.
- Iran and the Muslim World: Resistance and Revolution, Macmillan, London, and New York, New York University Press, 1995
- Debating Revolutions. New York University Press, 1995.
- Debating gender, debating sexuality. New York University Press, 1996 ISBN 978-0-8147-4655-4
- Qajar Iran and the Rise of Reza Khan. Mazda, Costa Mesa, CA, 1999.
- Modern Iran: Roots and Results of Revolution, Yale University Press, 2003.
- Women in the Middle East: Past and Present, Princeton University Press, 2007.
- Iran and the Surrounding World: Interactions in Culture and Cultural Politics, eds. Rudi Matthee and Nikki R. Keddie (University of Washington Press[англ.], 2011).

### Статьи
- Secularism and the State: Towards Clarity and Global Comparison. // New Left Review. Vol. 226 (November/December 1997): 21-40.
- The New Religious Politics: Where, When, and Why Do 'Fundamentalisms' Appear? // Comparative Studies in Society and History[англ.]. Vol. 40, No. 4 (Oct. 1998): 696-723.
- Iran: Understanding the Enigma // Middle East Review of International Affairs[англ.] 2:3 (Sept. 1998).
- The New Religious Politics and Women Worldwide: A Comparative Study. // Journal of Women’s History[англ.]. Vol. 10, No. 4 (Winter, 1999): 11-34.
- Women and Religious Politics in the Contemporary World. // ISIM Newsletter. 3/99 (July 1999).
- Women in Iran since 1979. // Social Research: An International Quarterly[англ.]. Vol. 67, No. 2 (Summer, 2000); special issue: “Iran: Since the Revolution”. 405-438.
- The Study of Muslim Women in the Middle East: Achievements and Problems. // Harvard Middle Eastern and Islamic Review. Vol. 6 (2000-2001): 26-52.
- Co-ed with Azita Karimkhany. “Women in Iran: An Online Discussion. // Middle East Policy[англ.]. Vol. 8, No. 4 (December, 2001): 128-143.
- Shi’ism and Change: Secularism and Myth, // Shi’ite Heritage: Essays on Classical and Modern Traditions / ed. L. Clarke (Binghamton, NY: Global Publications, 2001).
- Women in the Limelight: Some Recent Books on Middle Eastern Women’s History since 1800. // International Journal of Middle East Studies. Vol. XXXIV, No. 3 (August, 2002).
- Secularism and its Discontents. // Daedalus[англ.]. (Summer 2003).
- L'Iran evolverŕ, ma da solo. // Aspenia:. No. 22. America Black and White. Aspen Institute: Italia, Rome. (October 2003):185-192. English version, "Iran: change will come from within. // Aspenia International. No. 21/22. Economy & Security. Aspen Institute: Italia, Rome. (December 2003): 150-157.
- A Woman's Place: Democratization in the Middle East. // Current History[англ.]. Vol. 103, No. 669 (January 2004).
- Trajectories of Secularism in the West and the Middle East. // Global Dialogue. Vol. 6, No.1-2 (Winter-Spring 2004).
- Women in the Middle East since the Rise of Islam.” // Women’s History in Global Perspective, Vol. 3, ed. Bonnie G. Smith. Urbana, IL: University of Illinois Press, 2005, 68-110.
- Revolutionary Iran: National Culture and Transnational Impact // Robert W. Hefner, ed., The New Cambridge History of Islam[англ.], Vol. 6, Muslims and Modernity: Society and Culture since 1800.